# C/2013 E2 (Iwamoto)
C/2013 E2 (Iwamoto) — одна з довгоперіодичних комет. Ця комета була відкрита 10 березня 2013 року; вона мала 14m на час відкриття.